# Добра-Воля (Вармінсько-Мазурське воєводство)
Добра-Воля (пол. Dobra Wola, нім. Willenheim) — село в Польщі, у гміні Старі Юхи Елцького повіту Вармінсько-Мазурського воєводства.
Населення — 45 осіб (2011).
У 1975-1998 роках село належало до Сувальського воєводства.

## Демографія
Демографічна структура станом на 31 березня 2011 року:
|          | Загалом | Допрацездатний вік | Працездатний вік | Постпрацездатний вік |
| -------- | ------- | ------------------ | ---------------- | -------------------- |
| Чоловіки | 23      | 6                  | 17               | 0                    |
| Жінки    | 22      | 6                  | 12               | 4                    |
| Разом    | 45      | 12                 | 29               | 4                    |